# Viola rotundifolia
Viola rotundifolia är en violväxtart som beskrevs av André Michaux. Viola rotundifolia ingår i släktet violer, och familjen violväxter. Inga underarter finns listade i Catalogue of Life.

## Bildgalleri

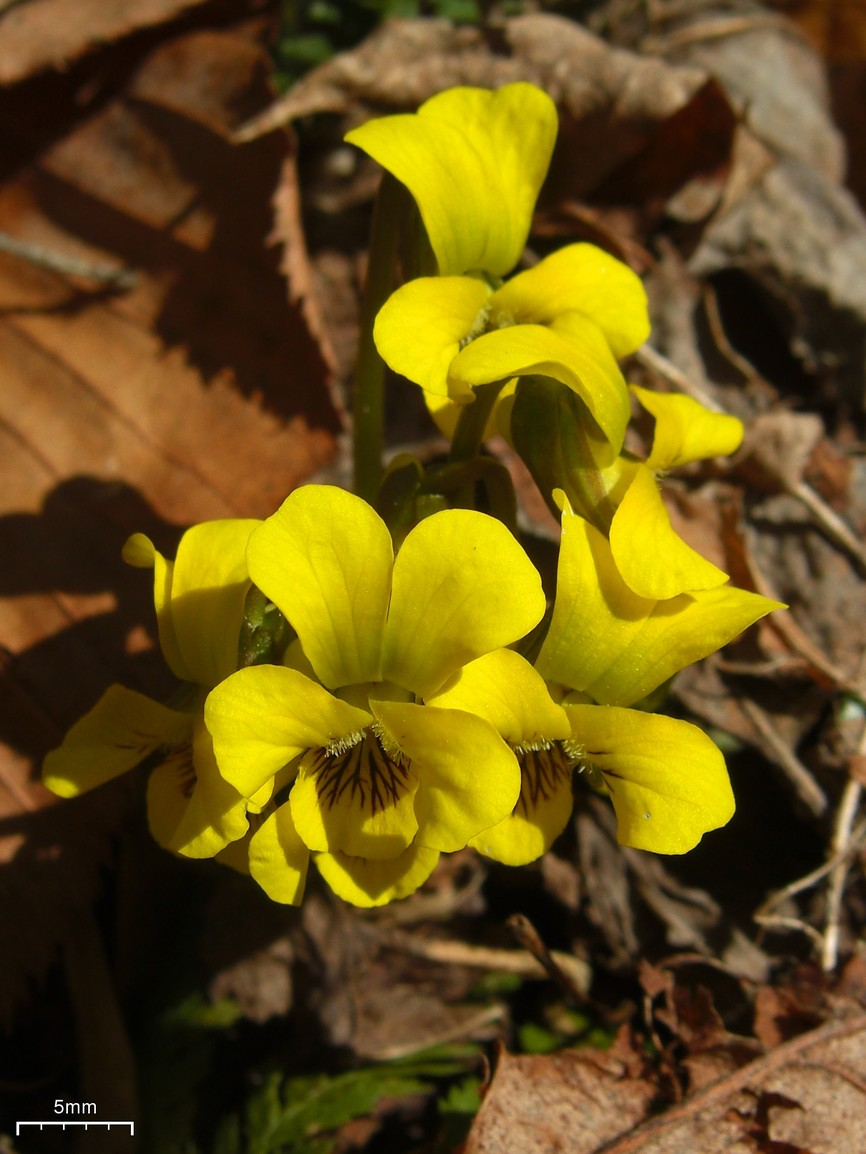
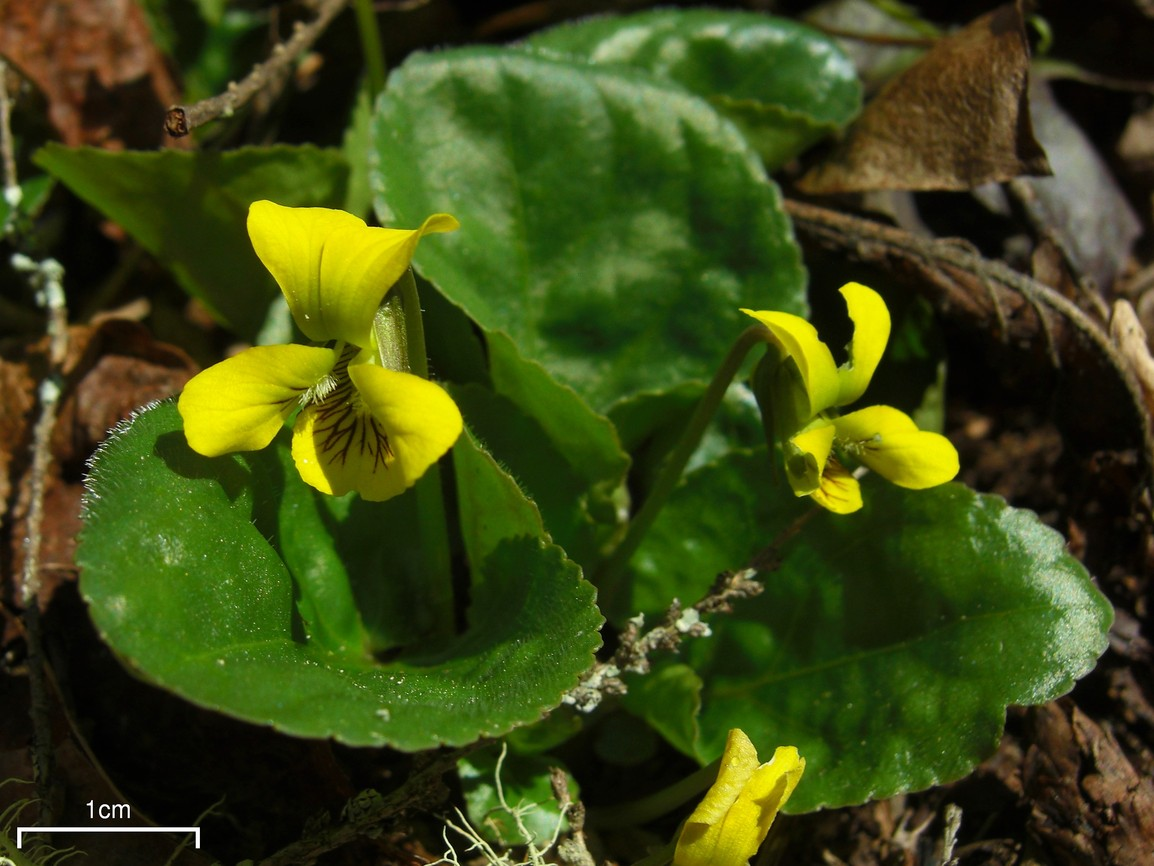